# Сейтан
Сейтан (англ. seitan) — продукт харчування, що виготовляють із пшеничного білка (також відомого як «глютен», «клейковина»). Батьківщиною сейтана є Східна Азія, а його назва — це скорочення словосполучення «рослинний білок» (яп. 植物性蛋白, сьокубуцусей тампаку).
Пшенична клейковина є альтернативою харчовим продуктам на основі соєвих бобів, як-от тофу, які іноді використовують як аналог м'яса. Деякі види пшеничного глютену мають жувальну або тягучу текстуру, яка нагадує м'ясо більше, ніж інші замінники. Пшеничну клейковину часто використовують замість м'яса в азійській, вегетаріанській, буддійській та макробіотичній кухнях.
100 грамів сейтана містять від 3 до 6 г вуглеводів, 25 г білка та 1 г жиру.

## Історія
Пшенична клейковина задокументована в Китаї ще з VI століття. Її широко вживали китайці як замінник м'яса, особливо послідовники буддизму. Найдавніша згадка про пшеничний глютен знайдена в Цімін Яошу, китайській сільськогосподарській енциклопедії, яку написав Цзя Сісі 535 року. В енциклопедії згадана локшина, приготовлена з пшеничної клейковини під назвою bótuō (馎饦).
Пшенична клейковина була відома як miànjīn (面筋) серед династії Сун (960—1279). На Захід вона потрапила у XVIII столітті. De Frumento, італійський трактат про пшеницю, написаний 1728 року латиною Бартоломео Беккарі і опублікований у Болоньї 1745 року, описує процес промивання тіста з пшеничного борошна для вилучення клейковини. Джон Імісон написав англомовне визначення пшеничного глютену у своїй книзі «Елементи науки та мистецтва», опублікованій 1803 року. 
До 1830-х західні лікарі рекомендували вживання пшеничного глютену діабетикам. У США адвентисти сьомого дня пропагували споживання пшеничного глютену з кінця XIX століття. Компанія Sanitarium Foods, пов'язана з санаторієм Battle Creek Джона Харві Келлога, рекламувала пшеничний глютен 1882 року.

## Використання
Завдяки високому вмісту білка, своєму зовнішньому вигляду, текстурі та консистенції, сейтан став відомий у всьому світі як рослинний замінник м'яса. Сейтан можна використовувати в будь-яких м'ясних стравах замість м'яса, що робить ці страви вегетаріанськими або веганськими. У цьому сенсі сейтан схожий на деякі соєві продукти, як-от соєве м'ясо, тофу та темпе. Його можна консервувати та заморожувати.

## Виробництво

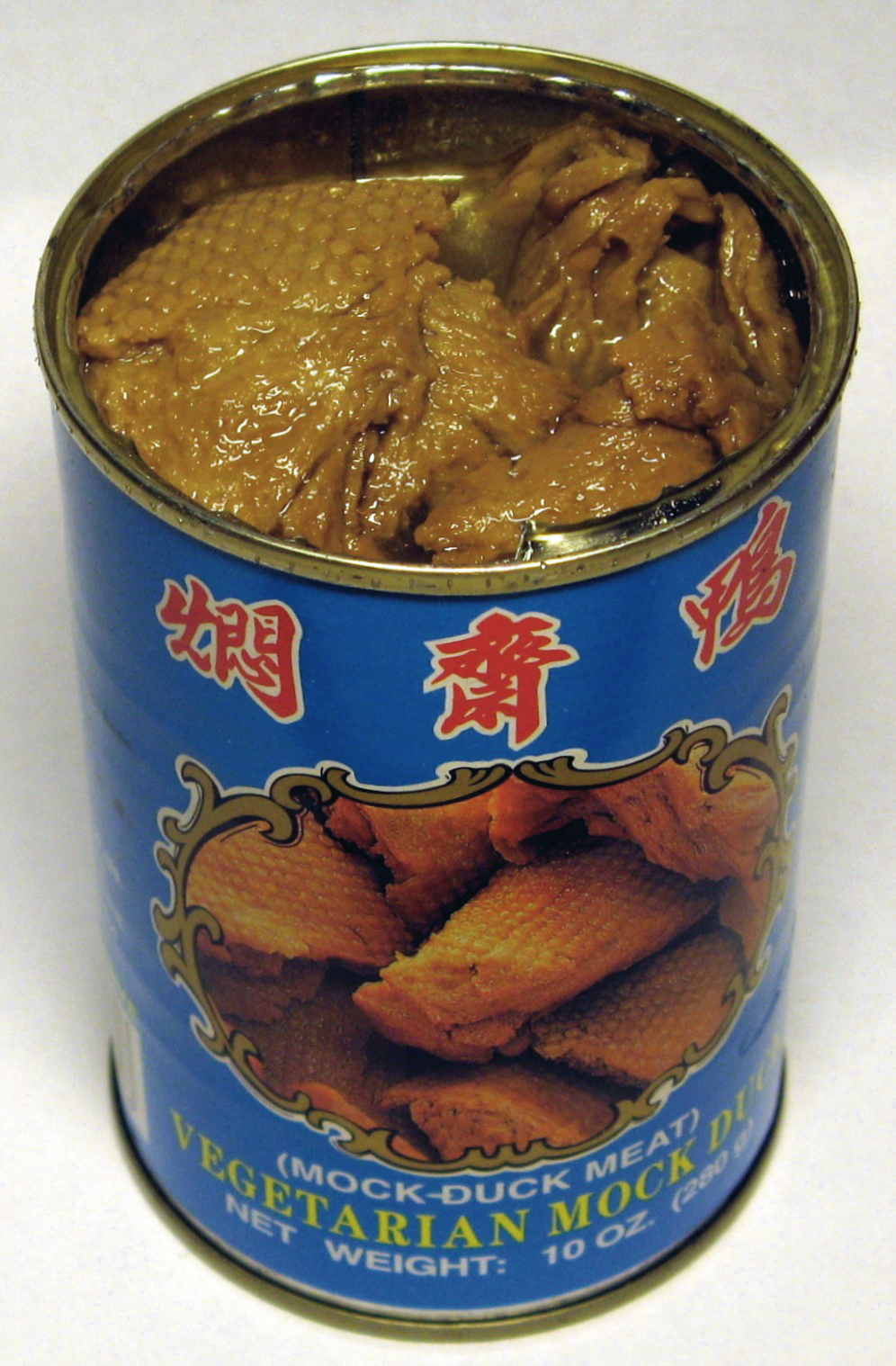
Консервований смажений сейтан («під каченя»), зроблений на Тайвані.

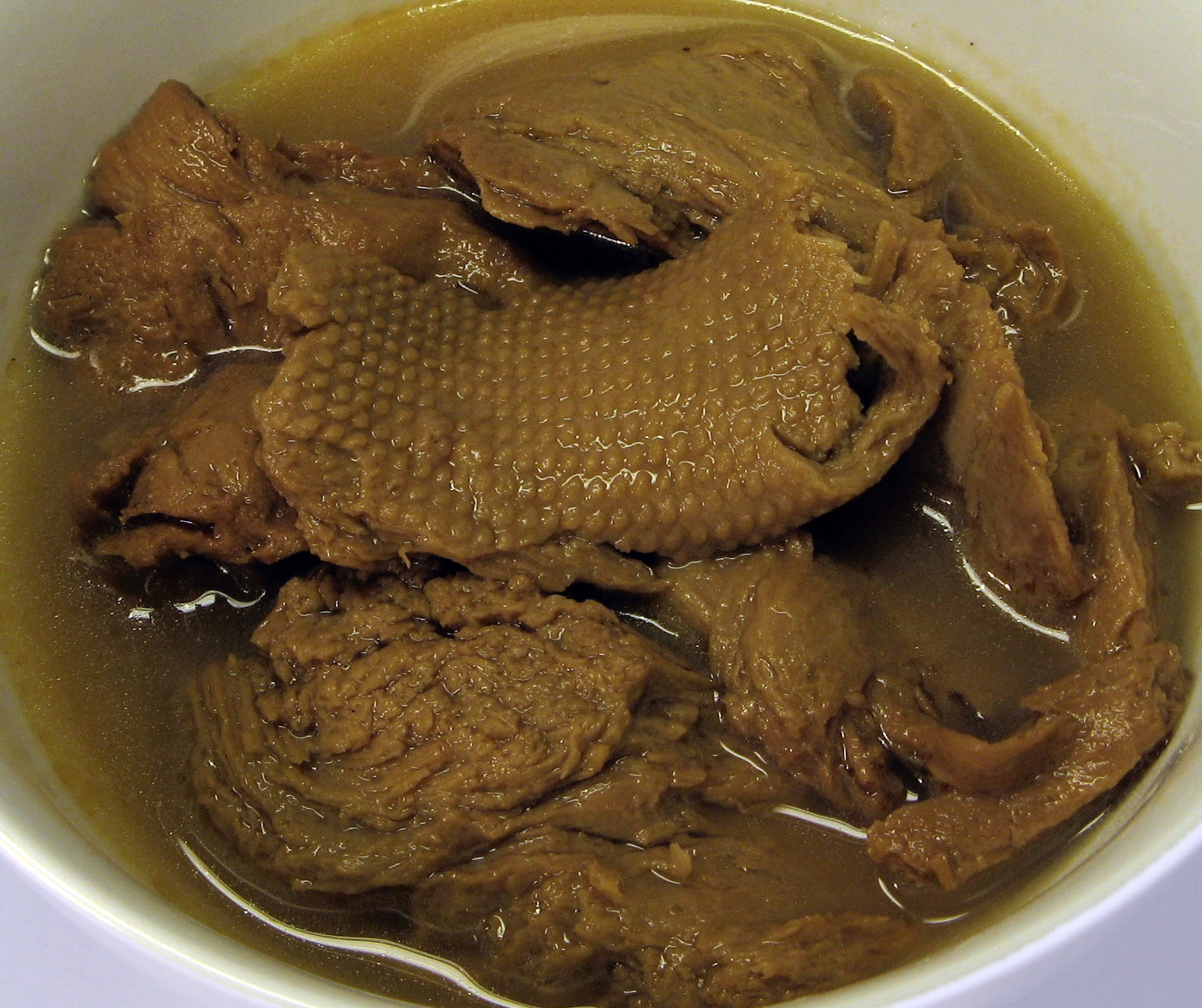
Смажений сейтан («під каченя»). Вміст консервної банки з фото вище.

Сейтан можна виготовляти як у промислових, так і в домашніх умовах. Сировиною для нього служить губкувата маса, що складається здебільшого з пшеничної клейковини та води.

### Виробництво сировини з борошна
Тісто з двох частин пшеничного борошна та одної частини води тримають у воді близько пів години. Потім тісто багаторазово промішують під проточною водою. При цьому крохмаль, що міститься в пшеничному борошні, вимивається з сировини, а в тісті залишається білок. Вага тіста може зменшуватися приблизно на 60 %. Цей процес відбувається зазвичай протягом пів години — допоки вода перестане бути зовсім каламутною (як молоко) під час промішування в ній тіста. Тісто стає вихідною сировиною для сейтана і набуває консистенції м'якої гумової губки.

### Виробництво сировини з клейковини
Сировину для сейтана набагато простіше зробити з борошна з пшеничної клейковини: борошно із клейковини потрібно лише перемішати з водою у співвідношенні близько 10:9.

### Виробництво сейтана із сировини
Сировину розділяють на бажані шматочки, потім близько пів години відварюють у бульйоні, від якого сейтан дістає свій смак. Традиційно використовують пряний бульйон із додаванням соєвого соусу та водоростей, але він може бути будь-яким іншим, наприклад томатним або грибним. Смак бульйону дуже впливає на смак сейтана, оскільки сейтан після варіння зберігається саме в ньому.
Сейтан можна зберігати в холодильнику декілька тижнів — у бульйоні, в щільно закритій посудині. Як правило, сейтан має відстоятися протягом декількох днів, аби краще вбрати смак бульйону, після чого він готовий до кулінарного використання.
Сировину можна спочатку змішати з бульйоном, а потім шприцювати в ковбасну оболонку. Отриману ковбасу відварюють або готують в інший спосіб.